# L'amore ai tempi del corona
L'amore ai tempi del corona (Love in the Time of Corona) è una miniserie televisiva statunitense creata da Joanna Johnson che è stata presentata in anteprima su Freeform il 22 agosto 2020. Il titolo è un chiaro riferimento al titolo del romanzo L'amore ai tempi del colera.
In Italia la miniserie è stata resa disponibile interamente il 26 marzo 2021 su Disney+, come Star Original.

## Trama
La serie racconta quattro storie che seguono le vite di persone che cercano "amore, sesso e connessione" durante la pandemia di COVID-19 mentre si allontanano dalla vita sociale:
- James e Sade, una coppia separata, sono costretti a tornare a vivere sotto lo stesso tetto dopo che, per colpa della pandemia, James perde il lavoro. Con il passare del tempo, iniziano a rivalutare le priorità della loro famiglia.
- L'amicizia per lo più platonica di Oscar ed Elle diventa sempre più complicata dall’incertezza della pandemia mentre si chiedono se riusciranno a trovare l’amore.
- Quando Sophie è costretta a rientrare a casa dal college per colpa della pandemia, i genitori Paul e Sarah fingono di essere una “coppia felice” per amore della figlia, anche se a sua insaputa, si sono separati.
- Nanda, una donna testarda il cui marito non è in grado di tornare a casa dalla sua struttura di riabilitazione, è determinata a celebrare il suo cinquantesimo anniversario di matrimonio.

## Episodi
| Stagione       | Episodi | Pubblicazione USA | Pubblicazione Italia |
| -------------- | ------- | ----------------- | -------------------- |
| Prima stagione | 4       | 2020              | 2021                 |

## Produzione
Il 7 maggio 2020, è stato annunciato che Freeform aveva ordinato una serie composta da quattro episodi incentrata sulla vita durante la pandemia. La serie è prodotta da Joanna Johnson, Christine Sacani e Robyn Meisinger. Anonymous Content è coinvolta nella produzione della serie. La miniserie è stata presentata in anteprima il 22 agosto 2020.

## Cast

### Principali
- Ava Bellows interpreta Sophie
- Gil Bellows interpreta Paul
- L. Scott Caldwell interpreta Nanda
- Tommy Dorfman interpreta Oscar
- Rya Kihlstedt interpreta Sarah
- Leslie Odom Jr. interpreta James
- Rainey Qualley interpreta Elle
- Nicolette Robinson intreperta Sade

### Ricorrenti
- Emilio Garcia-Sanchez interpreta Adam
- Jordan Gavaris interpreta Sean
- Charlie Robinson interpreta Charles
- Tyler Alvarez interpreta Jordan
- Gail Bean interpreta Adeah
- Catero Alan Colbert interpreta Dedrick
- Chelsea Zhang interpreta Kaia